# Argungu
Argungu (en francès Argoungou) és una ciutat de Nigèria a l'estat de Kebbi, a la riba del riu Sokoto. La població estimada el 2007 era de 47.064 habitants. La ciutat és capital de l'emirat de Kebbi anomenat també emirat d'Argungu, un dels estats tradicionals. La ciutat és un centre agrícola i una vegada a l'any acull una competició de pesca.